# Kobylarnia (województwo kujawsko-pomorskie)
Kobylarnia – wieś w Polsce położona w województwie kujawsko-pomorskim, w powiecie bydgoskim, w gminie Nowa Wieś Wielka. W latach 1975–1998 miejscowość administracyjnie należała do województwa bydgoskiego.

## Położenie
Kobylarnia położona jest na lewym brzegu Noteci na południe od Brzozy. Miejscowość przecina droga wojewódzka nr 254 Brzoza – Mogilno. 
Pod względem fizyczno-geograficznym leży w obrębie Pradoliny Toruńsko-Eberswaldzkiej w mezoregionie Kotlina Toruńska.

## Charakterystyka
Kobylarnia to wieś sołecka położona w zasięgu drogi wojewódzkiej nr 254. Od północy, południa i wschodu miejscowość otaczają lasy porastające wzniesienia wydmowe, a od zachodu i wschodu graniczy z rozległymi łąkami nadnoteckimi porastającymi zatorfioną dolinę odpływu wód lodowcowych. Na zachodzie są to tzw. „Łąki Łabiszyńskie” nad Kanałem Górnonoteckim, a na wschodzie łąki nad Nowym Kanałem Noteckim i starorzeczami Noteci. W tym miejscu znajduje się zabytkowy pałacyk myśliwski Skórzewskich.
Na wschód od miejscowości znajdują się obszary cenne przyrodniczo: łąki nadnoteckie, chronione w Obszarze Chronionego Krajobrazu „Łąki Nadnoteckie” oraz rezerwat leśny Dziki Ostrów, chroniący dąbrowę świetlistą. 
Łącznie w sołectwie Kobylarnia jest 133 ha gruntów ornych (wyłącznie V i VI klasy bonitacyjnej), 163 ha łąk, 35 ha pastwisk oraz 11 ha lasów. Na północy miejscowości swoją siedzibę posiada Przedsiębiorstwo Budowy Dróg i Mostów „Kobylarnia S.A.”
W Kobylarni znajduje się obiekt ujęty w gminnej ewidencji zabytków – dom mieszkalny (ul. Prosta 7). Na polanie leśnej w miejscowości Kobylarnia znajduje się także krąg kamienny złożony z 10 głazów z zagłębionym w jego wnętrzu małym oczkiem wodnym. Pochodzenie obiektu nie jest dostatecznie wyjaśnione. Najczęściej kojarzone jest z obecnością na tym terenie ludności niemieckiej, gdyż nawiązuje do typowych miejsc kultu starogermańskiego plemienia Gotów.

## Historia
Kobylarnia w okresie staropolskim należała do jednostek administracyjnych i kościelnych związanych z Łabiszynem i Szubinem. Miejscowość należała do klucza łabiszyńskiego, w XVIII i XIX wieku zarządzanego przez ród Skórzewskich. 
Miejscowość w 1772 roku w ramach I rozbioru Polski została włączona do Królestwa Prus i znalazła się w Obwodzie Nadnoteckim ze stolicą w Bydgoszczy. Odnotowano ją na mapie topograficznej Friedricha von Schröttera (1798–1802). Spis miejscowości rejencji bydgoskiej z 1860 r. podaje, że we wsi Kobylarnia (niem. Eichdorf, powiat szubiński) mieszkało 57 osób (wszyscy ewangelicy) w 10 domach. Najbliższa szkoła elementarna znajdowała się w Łabiszynie. Miejscowość należała do parafii katolickiej i ewangelickiej w Łabiszynie.
W II połowie XIX wieku z Kobylarnią od zachodu sąsiadowała osada Czyszowiec i Stare Smolno, a od południa Lubionka. Słownik geograficzny Królestwa Polskiego dla roku 1884 podaje, że w okręgu wiejskim Kobylarnia mieszkało 232 osób (228 ewangelików, 4 katolików) w 33 domach. Najbliższa stacja kolejowa znajdowała się w Chmielnikach, a poczta w Łabiszynie. W tym samym czasie w osadzie Lubionka mieszkało 39 osób w 5 domach. 
Podczas powstania wielkopolskiego w okolicach Kobylarni toczyły się walki oddziałów polskich z Niemcami. W nocy z 21 na 22 stycznia 1919 r. oddziały Pawła Cymsa i Jana Tomaszewskiego zajęły Brzozę, wyprzedzając spodziewaną ofensywę niemiecką. Dzień później teren odzyskał III batalion Grenschutzu, zaś do krwawej potyczki doszło w rejonie Antoniewa. Ostatecznie wieś znalazła się w granicach odrodzonej Polski 20 stycznia 1920 r. na mocy traktatu wersalskiego. 
W okresie międzywojennym wieś znajdowała się w obrębie powiatu szubińskiego. Najbliższa szkoła elementarna znajdowała się w Wałownicy.
10 kwietnia 1924 r. kard. Edmund Dalbor z fragmentów dotychczasowej parafii farnej w Bydgoszczy oraz parafii w Łabiszynie erygował parafię Wniebowzięcia Najświętszej Marii Panny w Brzozie-Przyłękach. W skład tej parafii weszła również wieś Kobylarnia. Na potrzeby parafii w latach 1934–1937 wybudowano w Brzozie nową świątynię według projektu Stefana Cybichowskiego
Przeobrażenia terytorialne po I wojnie światowej nie zmieniły drastycznie struktury narodowościowej wsi. Według danych ze spisu powszechnego w 1921 r. gminę Kobylarnia w powiecie szubińskim zamieszkiwało 187 Niemców i 31 Polaków (173 wyznania ewangelickiego, 40 katolickiego, 5 „innego”). W sierpniu 1939 decyzją starosty powiatowego w Szubinie zawieszono działalność placówki narodowo-socjalistycznego Zjednoczenia Niemieckiego.
Tuż przed II wojną światową na linii Nowe Smolno–Kobylarnia–Olimpin wybudowano okopy zaliczane do polskich pozycji obronnych z 1939 roku. Są one zlokalizowane od Łabiszyna, poprzez pałacyk w Brzozie-Mochyłkach, Jezioro Jezuickie, Piecki, Żółwin aż do Łęgnowa pod Bydgoszczą.
4/5 września 1939 r., pod wpływem wydarzeń bydgoskiej krwawej niedzieli, 38 niemieckich mieszkańców wsi zostało zabitych przez wycofujące się oddziały 15 Wielkopolskiej Dywizji Piechoty. 19 września członkowie lokalnego Selbstschutzu, dokonując odwetu na polskich mieszkańcach wsi, zabili siedmiu ludzi.
Od jesieni 1944 do stycznia 1945 na terenie wsi znajdował się niemiecki obóz pracy przy umocnieniach polowych, którego przeciętny stan zaludnienia liczył 1500 osób.
Po II wojnie światowej, miejscowość początkowo wchodziła w skład gminy Łabiszyn. Reforma administracyjna z 25 września 1954 r. zlikwidowała gminy i gminne rady narodowe, powołując w ich miejsce gromady wraz z gromadzkimi radami narodowymi. Miejscowość włączono wówczas do gromady Brzoza. W 1962 r. gromadę Brzoza zniesiono i przyłączono do gromady Nowa Wieś Wielka, z wyjątkiem miejscowości Prądki i Przyłęki, które znalazły się w gromadzie Białebłota. 
1 stycznia 1973 r. z gromady Nowawieś Wielka wykształciła się gmina Nowa Wieś Wielka. 
Niewielka część miejscowości (3-4 budynki) do lat 50. XX w. nazywała się Czelubki. W latach 60. XX w. wieś została zelektryfikowana, a w 1983 r. otwarto świetlicę. Do lat 90. znajdowało się tu kilkadziesiąt gospodarstw rolnych.

## Statystyka
Poniżej podano wybrane informacje statystyczne dotyczące wsi Kobylarnia na podstawie Banku Danych Lokalnych GUS.
Narodowy Spis Powszechny 2002 wykazał, że we wsi Kobylarnia mieszkało 156 osób w 48 gospodarstwach domowych. Wykształcenie wyższe lub średnie posiadało 18% populacji. We wsi znajdowało się 33 budynków z 40 mieszkaniami. 55% mieszkań zostało wzniesionych przed 1945 rokiem, a 28% w latach 1989-2002. 
Narodowy Spis Powszechny 2011 odnotował 345 mieszkańców Kobylarni. W 2013 r. działalność gospodarczą prowadziło 40 podmiotów, w tym 32 osoby fizyczne, 6 osoby prawne, 2 spółki handlowe. Tylko 2 przedsiębiorstwa zatrudniały ponad 10 osób, w tym jedna powyżej 50 (PBDiM Kobylarnia S.A.) W latach 2008–2013 oddano do użytku 44 mieszkania, co stanowiło to 11% nowych mieszkań wzniesionych w tym czasie w całej gminie Nowa Wieś Wielka.